# August Wegmann (Politiker, 1892)
August Wegmann (* 23. August 1892 in Lienen; † 4. März 1960 ebenda) war ein deutscher Politiker (SPD).
Nach dem Schulbesuch war er als Landwirt tätig. Nach seinem Eintritt in die SPD war Wegmann bis 1933 Kreistagsmitglied. Nach dem Zweiten Weltkrieg wurde er 1946 Mitglied des Provinzialrates Westfalen. Zudem gehörte er vom 2. Oktober 1946 bis zum 19. Dezember 1946 als Abgeordneter dem ersten ernannten nordrhein-westfälischen Landtag an.
August Wegmann war weiterhin Mitglied des Presbyteriums.